# Lernagog
Lernagog – wieś w Armenii, w prowincji Armawir. W 2011 roku liczyła 1700 mieszkańców.